# Mahmud II.

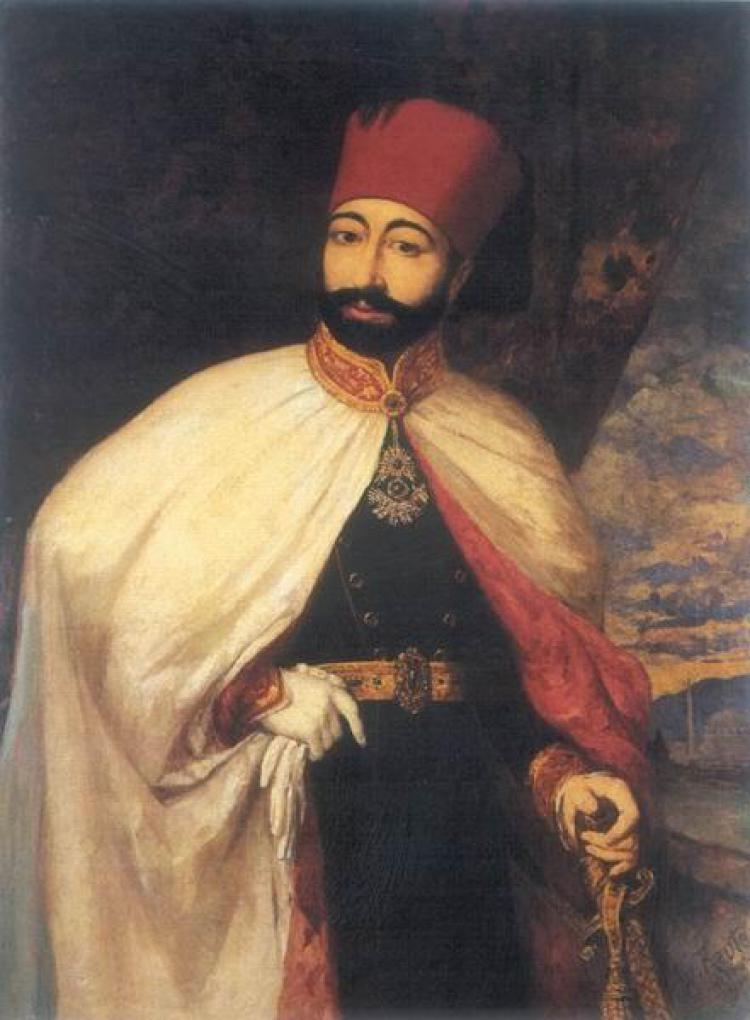
Mahmud II. (nach Einführung seiner Kleiderreform von 1828)

Mahmud II. (osmanisch محمود ثاني Mahmud-ı sānī; geboren 20. Juli 1785 in Istanbul; gestorben 1. Juli 1839 ebenda) war von 1808 bis 1839 Sultan des Osmanischen Reiches. In seine Regierungszeit fallen die Autonomie Serbiens und die Unabhängigkeit Griechenlands. Dem ägyptischen Statthalter Muhammad Ali Pascha gelang es zu Lasten der Zentralregierung, seinen Einfluss auszudehnen. Auf der anderen Seite fallen zahlreiche Reformen in seine Regierungszeit. Durch die gewaltsame Zerschlagung der Janitscharen eröffnete er den Weg zum Aufbau einer modernen Armee. Innenpolitisch strebte er eine Stärkung der Zentralgewalt an und versuchte das Osmanische Reich auch durch die Schaffung vorkonstitutioneller Beratungsgremien und Einrichtungen nach europäischem Vorbild zu reformieren.

## Herkunft und Jugend
Mahmud war ein Sohn von Abdülhamid I. Seine Mutter, die Valide Sultan Nakşidil, soll mit der adeligen französischen Haremssklavin Aimée du Buc de Rivéry identisch gewesen sein, doch zu dieser Legende existieren keine Belege. Er erhielt eine gewisse Erziehung im Sultanspalast. Dabei interessierte sich Mahmud auch für die von seinem Cousin Selim III. eingeleiteten Militärreformen.
Sein Mahlas (Dichtername) war Adlî (Der Gerechte).

## Staatskrise
In der Erkenntnis, dass die traditionellen Truppen des Osmanischen Reiches den modernen europäischen Armeen nicht mehr gewachsen waren, schuf Selim mit der Nizâm-ı Cedîd / نظام جديد / ‚Neue Ordnung‘ Einheiten nach europäischem Vorbild. Finanziert wurde dies durch Finanzreformen. Die finanziellen Belastungen führten zur Unzufriedenheit in der Bevölkerung. Insbesondere die Janitscharen fühlten sich an den Rand gedrängt. Durch den Verlust von Medina im Jahre 1804 an die Wahhabiten erlitt der Sultan zudem einen erheblichen Prestigeverlust. Dies war der Hintergrund für die Staatskrise von 1807/08; durch einen Aufstand in Istanbul wurde der damalige Sultan Selim III. abgesetzt, dieser hatte aber bereits zuvor das Experiment der neuen Ordnung beendet.
Dem abgesetzten Sultan folgte für kurze Zeit Mahmuds Bruder als Mustafa IV., der versuchte, alle Reformen wieder rückgängig zu machen. Daraufhin marschierte der Befehlshaber Alemdar Mustafa Pascha (auch Mustafa Bayraktar genannt), ein überzeugter Anhänger der Reformen, mit seinen Einheiten auf Istanbul. Während der Belagerung des Palastes durch den Pascha ließ der Sultan seinen Vorgänger Selim III. jedoch töten, Mahmud gelang es nur mit Glück zu entkommen.

## Beginn der Herrschaftszeit

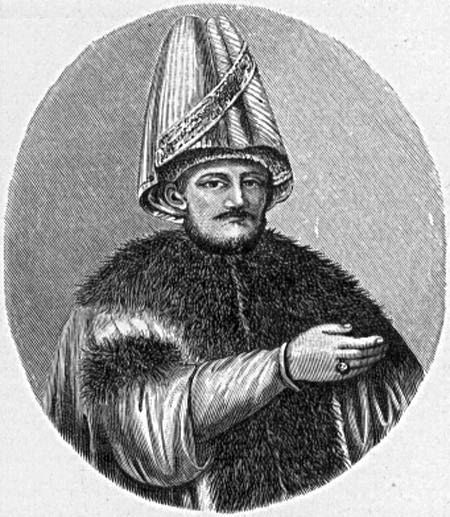
Alemdar Mustafa Pascha

Nach der Absetzung seines Bruders wurde er Sultan und ernannte Alemdar Mustafa Pascha zum Großwesir. Dieser versuchte mit harten Maßnahmen in Istanbul weitere Aufstände zu verhindern. Unter neuem Namen wurden zudem die Militärreformen wieder aufgenommen. Mit führenden Notabeln (Angehörige der sozialen Oberschicht) der verschiedenen Regionen schloss der Großwesir 1808 im Namen der Zentralregierung ein Abkommen, das Sened-i ittifak. Dies war der Versuch, zu einem Interessenausgleich zu kommen. Der nach Unabhängigkeit strebende Muhammad Ali Pascha aus Ägypten war allerdings nicht anwesend. Auch Sultan Mahmud hatte den Vertrag nicht unterzeichnet. Er konnte daher nicht zu einer dauerhaften Basis für die Beziehungen zwischen der Zentrale und den Regionen werden.
Trotz des Terrorregimes des Großwesirs kam es im November 1808 in Istanbul erneut zu einem Aufstand der Janitscharen. Der Großwesir kam im Zuge dieses Aufstandes ums Leben. Der Sultan ließ in diesem Zusammenhang seinen Vorgänger Mustafa ermorden, damit gab es nur noch einen männlichen Angehörigen des Hauses Osman. Zum ersten Mal seit Jahrhunderten wurde das Weiterbestehen der Herrschaft des Sultanshauses zeitweilig ernsthaft in Frage gestellt. Letztlich konnte sich Mahmud aber auf dem Thron halten. In den folgenden Jahrzehnten versuchte er den Einfluss der Zentralmacht wieder zu stärken, sah sich aber nicht in der Lage, ernsthaft gegen den Einfluss der Janitscharen vorzugehen. Zwischen 1811 und 1822 war Hâlet Efendi, ohne Großwesir zu sein, der führende Politiker.

## Innere Stabilisierungsversuche

Tughra Mahmuds II.

Unter Mahmuds Vorgängern war ein erneuter Krieg gegen Russland ausgebrochen. Dieser lebte 1809 wieder auf und führte 1810 zum Verlust weiter Gebiete im späteren Bulgarien. Osmanische Gegenangriffe waren dagegen wenig erfolgreich. Im Frieden von Bukarest von 1812 fiel Bessarabien an Russland. Im Gegenzug erhielt das Osmanische Reich die rumänischen Fürstentümer Moldau und Walachei zurück.
Einige Fragen blieben hingegen ungeklärt, z. B. in Bezug auf den russischen Anspruch auf Poti und das Rioni-Tal (Phasis) im Kaukasus. Daher kam es während des Wiener Kongresses (1814/15) nicht zu einem Beschluss über die Integrität des osmanischen Staates. Nur vorübergehend konnte das Reich noch einmal Serbien zurückgewinnen, ehe das Land nach einem Aufstand unter Miloš Obrenović 1815 autonom wurde. Allerdings blieb der Grenzverlauf bis in die 1830er Jahre umstritten. In einigen Provinzen gelang es der Regierung, sich wieder durchzusetzen. So wurde 1814 Mostar in Bosnien besetzt. Zwischen 1811 und 1814 gelang es mit Hilfe von Muhammad Ali Pascha im osmanisch-saudischen Krieg, den ersten saudi-arabischen Staat zu zerschlagen. Der Zentralregierung gelang es zwischen 1820 und 1822 außerdem, den nach Unabhängigkeit strebenden Ali Pascha von Janina auf dem Balkan zu besiegen.

## Griechische Revolution
Unterschätzt hatten Mahmud und die Zentralregierung die Bedeutung der griechischen Unabhängigkeitsbewegung, etwa um die Philiki Etaireia (Gesellschaft der Freunde). Der Beginn der griechischen Revolution 1821 traf Mahmud völlig unvorbereitet während des Kampfes gegen Ali Pascha. Die Bewegung der Griechen von Morea im Süden Griechenlands nahm er zunächst nicht ernst. Nachdem sich die Entschlossenheit der Aufständischen herausgestellt hatte, soll Mahmud kurzfristig die Tötung aller Griechen in seinem Reich erwogen haben. Wenn dies auch nicht ausgeführt wurde, so kam es doch zu begrenzten Griechenverfolgungen. 1822 fand das Massaker von Chios statt, das 25.000 Tote forderte und bei dem 45.000 Griechen als Sklaven verkauft wurden. Obwohl der Patriarch Gregorios von Konstantinopel die Aufständischen exkommunizierte und so die Treue zum osmanischen Thron demonstrierte, wurde er hingerichtet. In Teilen des Reiches wurden weitere einflussreiche griechische Personen getötet. Teilweise gingen Pogrome und Kriegshandlungen auf beiden Seiten ineinander über.
Ein beträchtlicher Teil der osmanischen Flotte, die zu einem Gutteil griechische Besatzungen hatte, ging zu den Aufständischen über. Die Griechen errangen zur See wie etwa in der Schlacht von Spetzä (1822) große Erfolge. Insgesamt verschlechterte sich aber die militärische Situation der Griechen rasch. Dies wurde besonders deutlich, als Muhammad Ali Pascha von Ägypten (damals osmanisches Reich) dem Sultan zur Hilfe kam. Die disziplinierte ägyptische Armee und die gut organisierte Flotte beeindruckten die türkische Führung nachhaltig. Den Verbündeten gelang es bis 1826, die Griechen auf dem Festland weitgehend zu besiegen.

## Vernichtung der Janitscharen und Militärreformen
Durch die ägyptischen Einheiten beeindruckt, begann Mahmud II. 1826 mit der Aufstellung einer modernen Armee zunächst noch in Verbindung mit den traditionellen Einheiten. Dagegen erhob sich die Janitscharentruppe in Konstantinopel. In einem blutigen Massaker, das offiziell als „wohltätiges Ereignis“ bezeichnet wurde, wurden diese Truppen mit moderner Artillerie in ihren Kasernen vernichtet. Auch der Widerstand der Janitscharen in den Provinzen wurde rasch gebrochen. Auch die den Janitscharen nahestehenden heterodoxen geistlichen Bruderschaften ließ der Sultan schwächen. An die Stelle der alten Truppen sollte eine neue moderne Armee unter der Bezeichnung Asâkir-i Mansure-i Muhammediye / عساكر منصوره محمديه / ‚Siegreiche Armee Mohammeds‘ treten. Die Umsetzung der Pläne gelang indes nur unvollkommen. In die Armee konnten seither auch nichttürkische Bevölkerungsgruppen eintreten. Die neue, aber schlecht ausgebildete und schlecht ausgerüstete Armee war um 1827 mit 35.000 Mann regulärer Truppen und weiteren 20.000 Irregulären sehr schwach im Vergleich selbst mit Ägypten, geschweige denn mit den Großmächten.

## Diplomatie und internationale Intervention

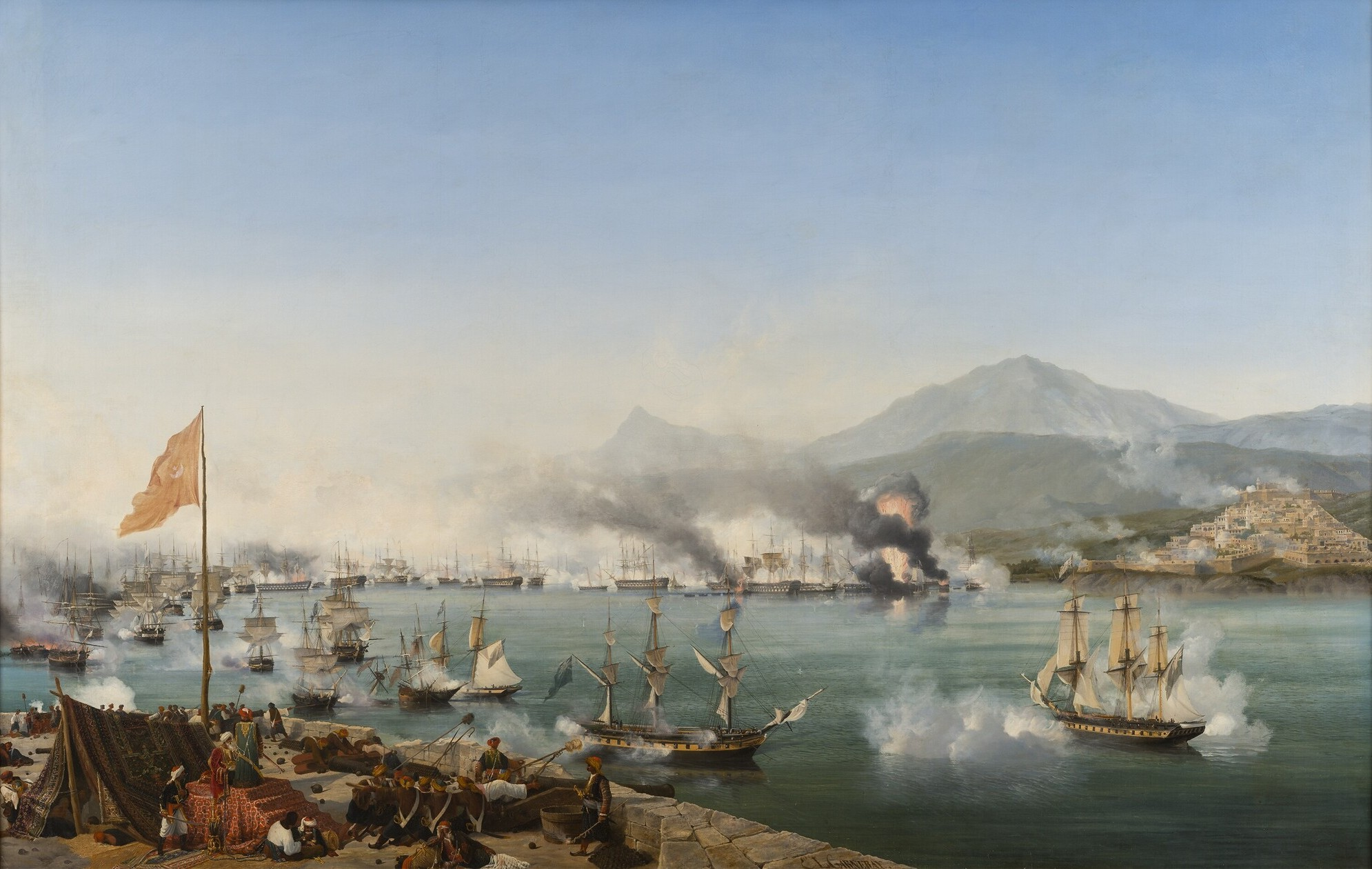
Seeschlacht von Navarino, gemalt von Carneray

Neben den militärischen Aktionen setzten in der "griechischen Frage" bald auch diplomatische Aktivitäten ein. Nach der Ermordung des griechischen Patriarchen in Konstantinopel brach Russland seine Beziehungen zum osmanischen Reich ab, und in Großbritannien setzte sich ab 1823 eine griechenfreundliche Stimmung durch. Verhandlungen der Großmächte in den Jahren 1824 und 1825 scheiterten, weil Mahmud II. in der griechischen Frage keine Kompromisse eingehen wollte. Allerdings kam es 1826 zu einer zeitweiligen Einigung mit Russland. Da Mahmud trotz verschiedener Kompromissangebote nicht über Griechenland verhandeln wollte, kam es 1827 zur Allianz zwischen Frankreich, Großbritannien und Russland gegen das osmanische Reich.
Im Oktober ersuchte Mahmud II. den Fürsten Metternich um Vermittlung. Diese Bitte kam aber zu spät, da es am 20. Oktober zu der für die türkisch-ägyptische Flotte katastrophalen Niederlage in der Schlacht von Navarino kam. Das osmanische Reich brach daraufhin die diplomatischen Beziehungen zu den Interventionsmächten ab. Im folgenden Krieg wurden die Osmanen von der Halbinsel Morea, den Kykladen und anderen Gebieten verdrängt, die unter den Schutz der Alliierten gestellt wurden. Den Krieg beendete der Frieden von Adrianopel vom 14. September 1829, und im Londoner Protokoll vom 3. Februar 1830 musste das osmanische Reich die Unabhängigkeit Griechenlands anerkennen. Algerien ging in diesem Jahr in französischen Besitz über. Auf der anderen Seite gelang es der osmanischen Zentralregierung etwa in der gleichen Zeit die Kontrolle über Albanien, Bosnien und Bagdad wieder auszubauen.

## Erster Konflikt mit Muhammad Ali und Unruhen in den Provinzen

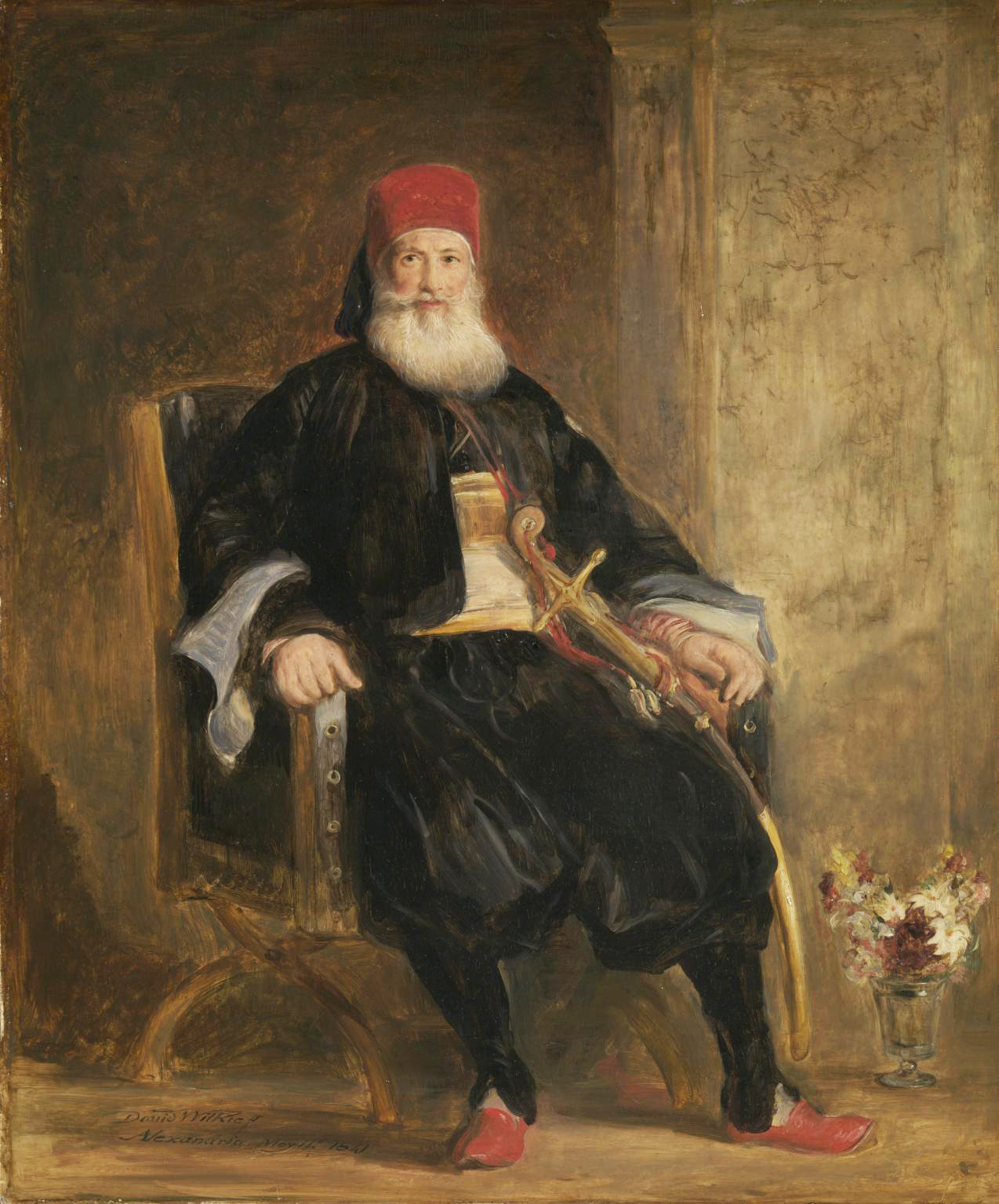
Mohammed Ali Pascha, Gemälde von David Wilkie

Muhammad Ali, der mit dem reformierten Ägypten über eine deutlich stärkere Machtbasis als der Sultan verfügte, wurde von diesem 1830 zum Statthalter von Kreta ernannt. Die Expansionsabsichten Ägyptens wurden deutlich, als Ibrahim Pascha, der Sohn von Muhammad Ali, in Syrien einmarschierte. Mahmud II. ließ Vater und Sohn daraufhin zu Rebellen erklären. Die osmanischen Truppen erwiesen sich allerdings als unterlegen, zuletzt in der Schlacht von Konya am 20. Februar 1832. Im Frieden von Kütahya vom 4. Mai 1832 musste Mahmud Syrien und Kilikien an die Ägypter abtreten. Mahmud verbündete sich darauf mit Russland. Eine russische Expedition zum Bosporus, der Vertrag von Kütahya und der Vertrag von Hünkâr İskelesi (8. Juli 1833) folgten. Unter dem De-facto-Protektorat Russlands konnte Mahmud seine Herrschaft zunächst stabilisieren. Unruhig blieben Albanien und Bosnien, wo seit 1835 neue Aufstände ausbrachen. Dagegen gelang es der Zentralregierung seit 1835 ihren Einfluss über Tripolitanien wieder zu erneuern. Auch Tunis rückte angesichts der französischen Bedrohung aus Algier wieder enger an das Reich.

## Reformpolitik
Die Niederlagen der Armee hatten die Notwendigkeit weiterer Reformen deutlich gemacht. Im Jahr 1834 wurden Provinzialmilizien gebildet. Die türkische Flotte wurde nach Navarino von amerikanischen Schiffbauexperten wieder aufgebaut. Auch erste Dampfschiffe wurden vom Stapel gelassen. Die taktische und strategische Schulung lag in den Händen von britischen Instruktoren. Seit 1842 war Englisch die Unterrichtssprache der türkischen Marineschulen. Seit 1836/37 kamen auch wieder preußische Militärexperten wie Helmuth von Moltke ins Land, von dem umfangreiche Berichte über das osmanische Reich stammen.
Gleichzeitig begann Mahmud Zeichen für eine Öffnung zu setzen. Im Jahr 1837 unternahm er die erste Reise in den europäischen Teil des Reiches. Damit beendete er die Tradition der Selbstisolation der Sultane hinter den Mauern des Palastes. Im selben Jahr wurde der Sultan von den preußischen Prinzen August und Adalbert sowie von Erzherzog Johann von Österreich besucht. In Konstantinopel wurde eine griechische Gesandtschaft eingerichtet, umgekehrt wurde ein osmanisches Konsulat in Athen eröffnet.
Mahmud begann im Inneren mit einer ehrgeizigen Reformpolitik. Seit 1835 wurden nach europäischem Vorbild dem Sultan verantwortliche Ministerien eingerichtet. Das traditionelle Amt eines Großwesirs wurde 1838 zu Gunsten des Postens eines Ministerpräsidenten abgeschafft. Dies erwies sich allerdings nicht als dauerhafte Lösung. Eine staatliche Post wurde 1834 eingeführt. Eine moderne Besoldungsordnung für Beamte wurde 1838 erlassen. Bereits 1831 wurde ein Staatsanzeiger gegründet und 1828 wurden Kleiderreformen dekretiert. Im Jahr 1838 wurde der Hohe Rat für Rechtsverordnungen gegründet und eine Behörde für ein weltliches Schulwesen errichtet. Noch in die Zeit Mahmud II. fällt 1839 ein Erziehungsmemorandum, das scharfe Kritik an den Koranschulen übte. Im Jahr 1838 schloss er ein Handelsabkommen mit Großbritannien, dem später ähnliche Verträge mit anderen Staaten folgten.
1828 gründete er die erste Medizinschule im Osmanischen Reich, das Mekteb-i Tıbbiye-i Şahane, 1838 das Mekteb-i Maarif-i Adliye eine Schule zur Ausbildung von Beamten.

## Zweiter Konflikt mit Muhammad Ali und Tod

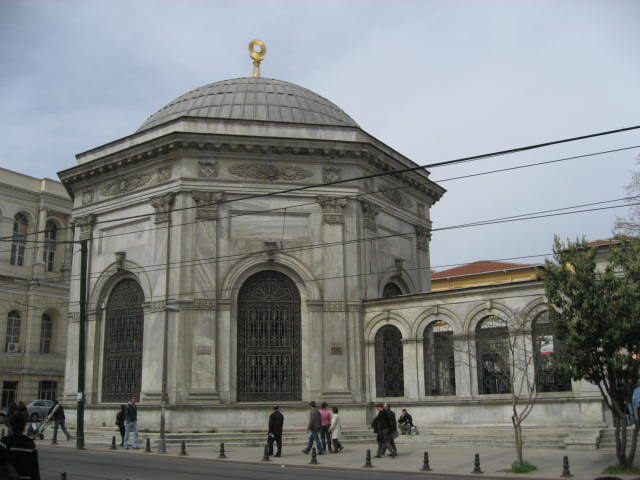
Mausoleum (türbe) von Sultan Mahmud II.

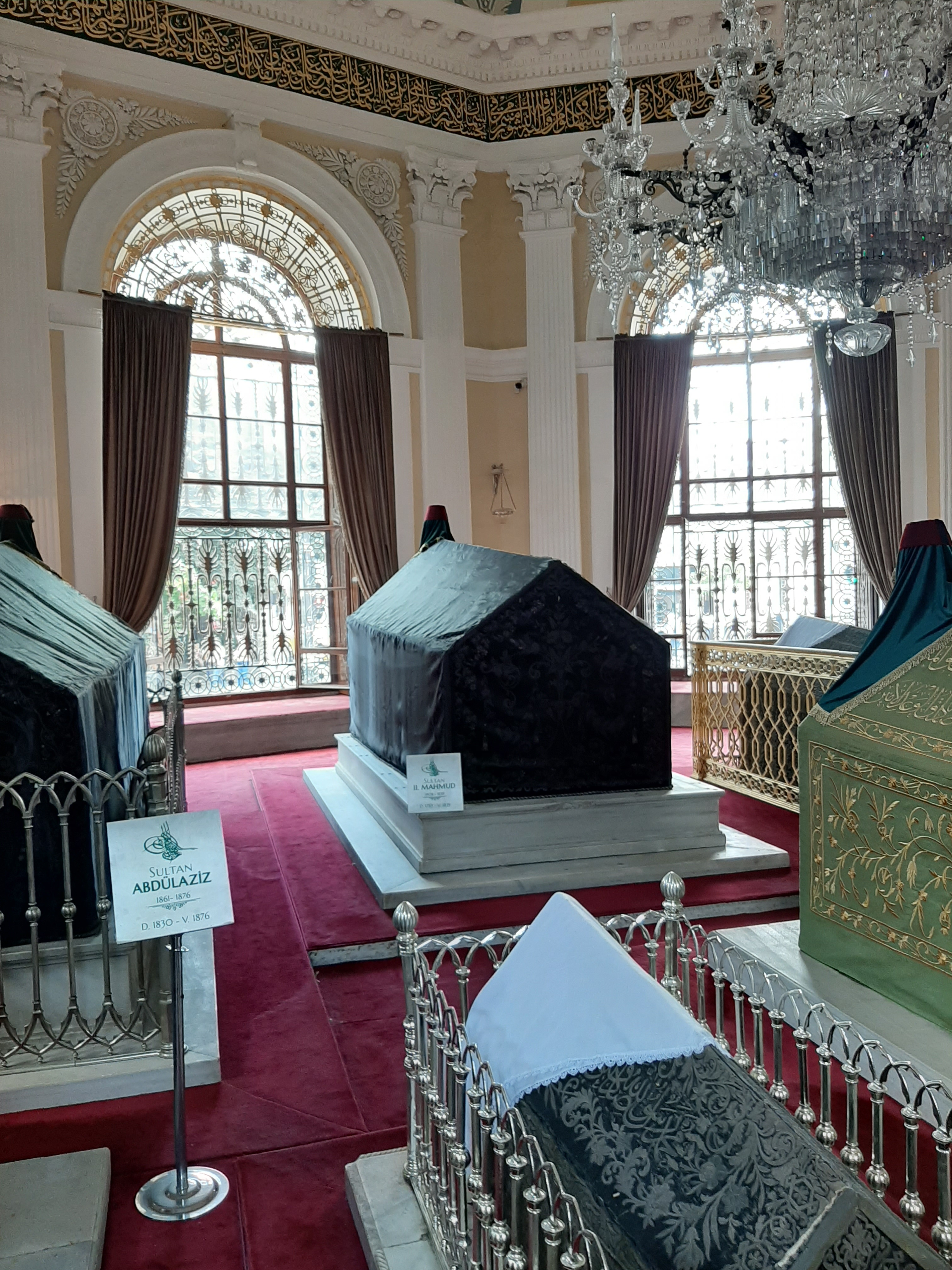
Grab von Sultan Mahmud II. in Istanbul

Als Muhammad Ali die erbliche Statthalterschaft nicht nur für Ägypten, Palästina und den heutigen Libanon beanspruchte, was Mahmud II. zu akzeptieren bereit war, sondern dies auch für alle anderen gehaltenen Provinzen beanspruchte, brach der Konflikt erneut aus. Im Jahr 1839 wurde Muhammad Ali erneut zum Rebellen erklärt. Wieder erwiesen sich die Truppen des Sultans denen Ägyptens unterlegen und wurden am 24. Juni 1839 in der Schlacht von Nizip vernichtend geschlagen. Als die Nachricht von der Niederlage in Konstantinopel eintraf, lag der Sultan bereits im Sterben. Am 1. Juli 1839 verschied er. Sein Mausoleum (Türbe) befindet sich am Divan Yolu Prospekt im Istanbuler Stadtteil Eminönü. Sein Nachfolger wurde sein Sohn Abdülmecid I., der zu diesem Zeitpunkt erst 16 Jahre alt war.